# طاقة الرياح في الدنمارك

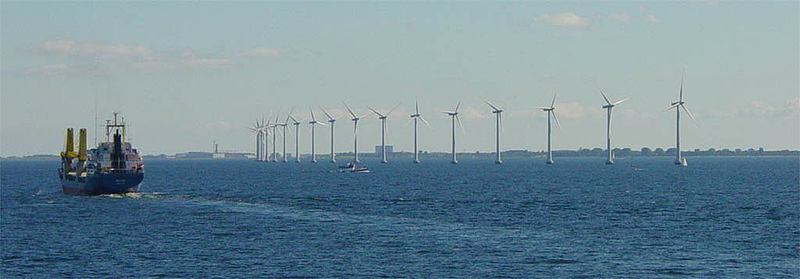
مزرعة رياح في ميدلغروندن، الدنمارك

كانت الدنمارك رائدة في التطوير التجاري لطاقة الرياح خلال السبعينيات، وتنتج اليوم نسبة كبيرة من عنفات الرياح من قبل شركات دنماركية مثل فيستاس وسيمنز لطاقة الرياح مع العديد من مزودي القطع. وفي قطاع كهرباء الدنمارك، أنتجت طاقة الرياح مايعادل 43.4% من إجمالي استهلاك الكهرباء في عام 2017، مرتفعة من 33% عام 2013 و39% عام 2014. تبنت الحكومة الدنماركية في عام 2012 خطة لرفع نسبة إنتاج الكهرباء من الرياح إلى 50% بحلول عام 2020. و84% بحلول عام 2035. امتلكت الدنمارك سادس أفضل أمن طاقة في العالم عام 2014.

## تاريخها
اختبر المخترع بول لا كور مواد طاقة الرياح وعلّمها وبناها في بداية القرن العشرين. ومع تزايد القلق حول الاحترار العالمي في الثمانينيات، وجدت الدنمارك أن لديها انبعاثات عالية لثاني أوكسيد الكربون بالنسبة لكل فرد، ويعود هذا بشكل أساسي إلى مصانع الكهرباء التي تعمل على الفحم والتي كانت شائعة بعد عام 1973 وأزمة الطاقة 1979. أصبحت الطاقة المتجددة الخيار الطبيعي للدنمارك، مقللة الاعتماد على دول أخرى في موضوع الطاقة ومخفضة تلوث الاحترار العالمي.
حاولت العديد من الدول دعم التقنيات الصديقة للبيئة كطاقة الرياح، وفشل معظمها في إقامة صناعة قابلة للتطبيق. كان النظام الدنماركي استثناءً، إذ كان يقدم 30% من تكلفة رأس المال الأولية في السنوات الأولى، وتناقص تدريجيا ليصل إلى الصفر، مع الإبقاء على تعريفة التغذية.
انخفض دعم رأس المال إلى 20% في يونيو 1985، وتلقت عنفات الرياح 50 مليون كرون دنماركي سنويا؛ تلقت أشكال أخرى من الطاقة المتجددة 37 مليونا. وحددت مؤسسة البحث تيكنولوجيسك إنستيتيوت عدة تحسينات مطلوبة، محولة الحلول من حلول وفق ما تقتضيه الظروف إلى حلول منتظمة.
وفي 29 مارس 1985 قبل حادثة تشيرنوبل بعام، أقرت الدنمارك قانونا يحظر بناء معامل الطاقة النووية، وكان للحركة الشعبية الدنماركية دور بارز في هذا. انتشرت الحركة الدنماركية المناهضة للطاقة النووية ذات شعار الشمس المبتسمة (الطاقة النووية؟ لا شكرا) في أرجاء العالم؛ وروجت االمنظمة الدنماركية للطاقة المتجددة بدائل الطاقة المتجددة.
تبنت الدنمارك هدفا بخفض انبعاثات الكربون بنسبة 22% من مستويات عام 1988 بحلول عام 2005، وسهلت السلطات قصدا التخطيط لطاقة الرياح لتذليل الصعوبات.